# Стрезева, Светлана Филипповна
Светлана Филипповна Стрезева (род. 1951) — молдавская советская певица (сопрано) и педагог, народная артистка Молдавской ССР (1983).

## Биография
Светлана Стрезева родилась 23 ноября 1951 года. В 1978 году она окончила Кишинёвский институт искусств (класс П. А. Ботезат). В 1983—84 гг. стажировалась в оперном театре «Ла Скала». С 1978 года — солистка Молдавского театра оперы и балета. Лауреат 1-й премии на Всесоюзном конкурсе вокалистов им. Глинки в 1981 году, 5-й премии на Международном конкурсе им. Чайковского в 1982, обладательница диплома Международного конкурса молодых оперных певцов в Софии в 1984 году. С 1984 до 1994 года Светлана Стрезева преподавала в Кишинёвском институте искусств (доцент)